# Margret Causemann
Margret Causemann (* 1944 in Wipperfürth) ist eine deutsche Ethnologin und Tibetologin. Sie trat als Sammlerin der tibetischen Volksliteratur (Märchen, Lieder, Rätsel, Erzählungen), die sie auf Deutsch herausgibt, in Erscheinung.

## Leben
Nach dem Universitätsstudium entschied sie sich 1983, sich einem Vor-Ort-Studium (aus politischen Gründen allerdings nicht in Tibet, sondern in Nepal und Indien) eines osttibetischen Dialekts aus Kham zu widmen. In Kathmandu traf sie zufällig die aus Nangchen (Provinz Qinghai) stammende Nomadenfrau Djangden (* 1953). Dieses Treffen hatte zur Folge, dass sie den Nangchen-Dialekt zum Objekt ihrer Untersuchungen machte. Diesem Thema war ihre Dissertation gewidmet, die sie 1988 an der Universität Bonn vorlegte. Neben dieser wissenschaftlichen Arbeit gab sie drei Sammlungen mit osttibetischer Volksliteratur heraus.

## Tibetische Märchen
Auch der Band Füchse des Morgens (bzw. Märchen tibetischer Nomadenfrauen) verdankt sein Entstehen dem glücklichen Zufall, einem Zusammentreffen Margaret Causemanns mit Djangden. Sie erwies sich als hervorragende Erzählerin und Sängerin. Motiviert durch das Interesse Causemanns und durch eigene Erzählfreude erinnerte sie sich nach und nach an einige der fast vergessenen Geschichten. Sie konnte sie nämlich nur bis zu ihrem 13. Lebensjahr hören. Später wurde das Märchenerzählen von den chinesischen Besatzern verboten. Die mit einem ausgezeichneten Gedächtnis und mit musikalischer Begabung ausgestattete Djangden brachte ideale Voraussetzungen mit, die Überlieferungen ihrer Heimat zu bewahren und zu übermitteln, und von ihr stammen die meisten Märchen des Bandes. Er enthält 25 Märchen, die in drei Gruppen untergliedert sind: Lieder-, Erzähl- und erotische Märchen. Viele der Märchen, insbesondere Liedermärchen, handeln von den realen Problemen der Frau in der traditionellen tibetischen Gesellschaft. Die Erzählmärchen enthalten wiederum vordergründig rituelle Geschichten aus buddhistischer und vorbuddhistischer Zeit: von Nixen und Dämonen der Unterwelt, Göttern und Feenwesen der Oberwelt und ihren Kämpfen inmitten der Menschen. Dem Band sind 52 Zeichnungen von Wangdjal beigefügt.

## Werke
- Füchse des Morgens. Märchen einer tibetischen Nomadenfrau. Diederichs, Köln 1986, ISBN 3-424-00870-2.
  - 2. Auflage: Märchen tibetischer Nomadenfrauen. Diederichs, Köln 1994, ISBN 3-424-01203-3.
- Tibetische Lieder. Insel-Verlag, Frankfurt am Main 1987, ISBN 3-458-19039-2.
- Dialekt und Erzählungen der Nangchenpas. (= Beiträge zur tibetischen Erzählforschung. 11). VGH-Wissenschafts-Verlag, Sankt Augustin 1989, ISBN 3-88280-037-2. (Dissertation an der Universität Bonn, 1988)
- Volksliteratur tibetischer Nomaden. Lieder und Erzählungen. Harrassowitz, Wiesbaden 1993, ISBN 3-447-03390-8.

## Quelle
- Margret Causemann: Märchen tibetischer Nomadenfrauen. Diederichs, Köln 1994, ISBN 3-424-01203-3, Schutzumschlag und Vorwort.

| Personendaten    | Personendaten                       |
| ---------------- | ----------------------------------- |
| NAME             | Causemann, Margret                  |
| KURZBESCHREIBUNG | deutsche Ethnologin und Tibetologin |
| GEBURTSDATUM     | 1944                                |
| GEBURTSORT       | Wipperfürth                         |